# Paul Griffin (Boxer)
Paul Griffin (* 3. Juni 1971 in Dublin) ist ein ehemaliger irischer Boxer.

## Karriere
Der Rechtsausleger begann 1982 im Dubliner Vorort Drimnagh mit dem Boxsport. Er gewann im Laufe seiner Karriere zwölf irische Meisterschaften in seiner Alters- und Gewichtsklasse, darunter von 1991 bis 1994 den Titel bei den Erwachsenen. 1991 gewann er die Goldmedaille im Federgewicht bei den Europameisterschaften in Göteborg und wurde zum besten Boxer aller Gewichtsklassen gewählt. Sein EM-Titelgewinn war zudem der einzige eines irischen Boxers zwischen 1949 und 2010. Er wurde anschließend auf Platz 5 der Weltrangliste geführt. Bei den Europameisterschaften 1993 in Bursa gewann er eine Bronzemedaille im Federgewicht, nachdem er verletzungsbedingt kampflos im Halbfinale ausgestiegen war.
Weiters vertrat er Irland bei den Olympischen Spielen 1992 (Achtelfinale), sowie bei den Weltmeisterschaften 1991 (Viertelfinale) und 1993 (Achtelfinale). Bei der World Challenge 1994 erkämpfte er ein viel beachtetes Unentschieden gegen den dreifachen Europameister und zweifachen Weltmeister Serafim Todorow.
Von 1995 bis 2011 bestritt er 30 Profikämpfe mit 25 Siegen und fünf Niederlagen, wobei er unter anderem bei Frank Warren unter Vertrag stand. Im Jahr seines Rücktritts, wurde er für seine sportlichen Erfolge vom Irish Amateur Boxing Council ausgezeichnet. Anschließend betätigte er sich als Boxtrainer.